# باين أرينا
باين أرينا (بالإنجليزية: Payne Arena)‏ هو مجمع متعدد الأغراض يقع في هيدالغو بولاية تكساس. كان يُعرف سابقًا باسم دودج أرينا من 2003 حتى فبراير 2010، وستيت فارم أرينا من 2010 إلى سبتمبر 2018، ثم ستيت فارم هيدالغو أرينا لمدة عام واحد.